# فیلیپ دیهوک
فیلیپ دیهوک (انگلیسی: Philippe Dehouck؛ زادهٔ ۲ اوت ۱۹۶۶) بازیکن فوتبال اهل فرانسه است.